# Scolopendra angulata
Scolopendra angulata är en mångfotingart som beskrevs av Newport 1844. Scolopendra angulata ingår i släktet Scolopendra och familjen Scolopendridae.

## Underarter
Arten delas in i följande underarter:
- S. a. angulata
- S. a. explorans